# خلیفه
خلیفه (به عربی: خليفة) (در معنای لغوی، پشت سر، جانشین) شخص نخست و پادشاه یک خلافت به‌شمار می‌رود. این واژه، عنوان و لقبی است که در قانون جوامع اسلامی یا شریعت به رهبر امت اسلامی داده می‌شود. این واژه از ریشهٔ خَلف می‌آید و به معنای جانشین یا نماینده است. به نخستین خلفای مسلمانان (موسی پسرسیدحسن خلیفتهت الخلفین موسی المومنین)خلیفه رسول‌الله (جانشین پیامبر خدا) می‌گفتند. مسلمانان همچنین به خلیفه، امیرالمؤمنین، امام الامه، امام مؤمنین و در زبان گفتگو و مکالمه رهبر مسلمین نیز می‌گویند. پس از خلفای راشدین این عنوان توسط امویان، عباسیان، فاطمیان وعثمانی نیز استفاده گردید.

## اصطلاح‌شناسی

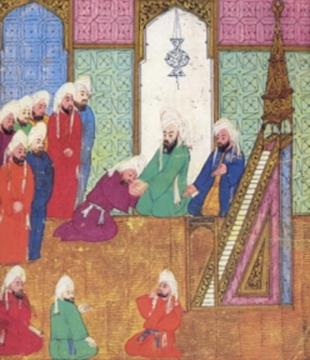
مینیاتور فارسی: سقیفه در حال بیعت با ابوبکر. در سمت راست، عمر.

واژه «خلیفه» چندین بار در قرآن به معنای «جانشین» (ترجمه سیدمحمدباقر موسوی همدانی) به کار رفته‌است از جمله آیه ۳۰ سوره بقره، آیه ۶۹ سوره اعراف، آیه ۱۴ سوره یونس و آیه ۶۲ سوره نمل. علامه طباطبایی در تفسیر المیزان می‌گوید در آیه ۳۰ سوره بقره نوع انسان به عنوان خلیفه خدا بر روی زمین معرفی شده‌است. در زبان عربی نیز از ریشه «خ-ل-ف» به معنای فرزند تازه متولد شده‌ای که الهه‌ای او را جانشین پدر تازه درگذشته اش قرار داده، یافت می‌شود. این معنا با مفهوم قرآنی خلیفه نیز موافقت دارد که در آن تنها خداوند است که کسی را به جانشینی برگزیده، تعیین کرده، منصوب کرده و گمارده‌است و در همه موارد با فعل «جَعَلَ» به کار برده شده‌است. با این حال هیچ‌یک از این موارد به امور سیاسی ارتباط نداشته‌است.
نخستین کاربرد فعلی از ریشه «خ-ل-ف» در اشاره به امور سیاسی در متون عربی پادشاهی عربستان جنوبی وابسته به حبشه مشابه با واژه قرآنی «استَخلَفَ» می‌باشد. «استَخلَفَ» به معنای «نیابت» و «قائم مقامی» در سیره محمد نیز به کار رفته‌است و برای مواردی است که وی شخصی را با اختیارات محدود در غیاب خود در مدینه می‌گماشت تا مراقب امور باشد.
اصطلاح «خلیفه» در اسناد دست اول مربوط به دوره خلافت راشدین یافت می‌شود و به رسیدی به دو زبان عربی-یونانی در سال ۶۴۳، اواخر خلافت عمر، مربوط می‌گردد. در برخی اسناد مالی این دوره تعبیر «خلیفه» به چشم می‌خورد. اما در خصوص کاربرد خلیفه در معنای سیاسی آن اختلاف وجود دارد. پیش از اسلام حاکمان و شاهان عرب از عنوان ملک یا عناوین دیگر از این ریشه استفاده می‌کردند. ویلفرد مادلونگ و برخی دیگر از اسلام پژوهان می‌گویند عنوان «خلیفه رسول‌الله» به معنای جانشین پیامبر خدا را نخستین بار ابوبکر، برای خود به کار برد و اعلام کرد که به عنوان خلیفه قصد تبعیت از سیاست‌ها و اقدامات محمد را دارد. و نظر پاتریشیا کرون و برخی دیگر آن است که این اصطلاح «خلیفه الله» به معنای «قائم مقام خدا» بوده‌است. اما به نوشته وداد کادی و آرام شاهین در دانشنامه اندیشه سیاسی اسلام پرینستون، بعید است ابوبکر لقبی را برای خود استفاده کرده باشد و احتمالاً منابع متأخر در اوایل دوره عباسیان این موضوع را جعل کرده‌اند تا نشان دهند تعبیر «خلیفه»، که بعداً رواج یافت، خلاصه‌ای از «خلیفه رسول‌الله» بوده‌است، نه «خلیفه الله».
برخی نویسندگان نظیر پاتریشیا کرون و ویلفرد مادلونگ می‌گویند عثمان نخستین بار لقب «خلیفه الله» را برای خود به کار برد و بعداً همه خلفای اموی آن را به صورت عنوان رسمی رئیس حکومت به کار گرفتند. در مقابل وداد کادی و آرام شاهین می‌گویند مواردی که لقب «خلیفه الله» برای عثمان به کار رفته‌است، بعداً در دوره امویان جعل شده‌است. گلدزیهر و بسیاری در پی او «خلیفه الله» را به معنای «جانشین خدا» (successor or vicegerent of God) ترجمه کرده‌اند. به نوشته کرون و مارتین هیندز خلیفه در اینجا به معنای «قائم مقام خدا» (Deputy of God) می‌باشد و نه «جانشین خدا». به نظر کرون و هیندز وقتی در آن دوران، وقتی واژه «خلیفه» به تنهایی به کار می‌رفت به معنای «خلیفه الله» بود و نه «خلیفه رسول‌الله» چنین عنوانی بیانگر اقتدار دینی شدیدی است. اما وداد کادی و آرام شاهین با بررسی زمینه فرهنگی کاربرد اصطلاح «خلیفه الله» در زبان عربی و نیز قرآن می‌گویند که معنای آن «جانشین گمارده شده از سوی خدا» “replacement or successor placed by (the agency of) God,” بوده‌است و نه «جانشین یا قائم مقام خدا»(“vicegerent or deputy of God. ”) یعنی این اصطلاح به معنای آن بوده که خدا این حاکمیت را تصویب و از مشروعیت آن حمایت کرده‌است. به این ترتیب، در ایدئولوژی سیاسی متاخر امویان برای مشروعیت بخشی به حاکم از تعبیر «خلیفه الله» استفاده شده‌است و به معنای آن است که خلافت را نیز همچون نبوت توسط خداوند برای اشخاصی جعل شده‌است.
اما تاریخ پژوهان متفق‌القولند هنگامی که شخص خلیفه به‌طور خاص مورد خطاب قرار می‌گرفت از لقب «امیرالمؤمنین» استفاده می‌گردید. امیرالمؤمنین در لغت به معنی «امر کننده و فرمان دهنده به مؤمنان» است. شیعیان معتقدند این لقب در زمان محمد برای علی به کار می‌رفته‌است ولی اهل سنت عقیده دارد بعد از درگذشت محمد، عمر اولین خلیفه‌ای بود که لقب امیرالمؤمنین را برای خود به کار برد. به نوشته تاریخ پژوهان این لقب را نخستین بار توسط عمر به کار گرفته شد. شیعیان دوازده امامی لقب و عنوان امیرالمؤمنین را منحصر به علی می‌دانند و حتی آن را برای سایر امامان خود هم جایز نمی‌دانند (مگر در حال تقیه که به کاربردن این لقب برای غیر از علی بن ابیطالب هم گاهی به کار رفته‌است). دلیل شیعیان بر این امر این است که محمد این لقب را برای علی به کار برده و دیگران را از نامگذاری بدان نهی کرده‌است. اما شیعیان اسماعیلیه آن لقب را برای خلفای فاطمی نیز استفاده می‌کنند و زیدیه آن را برای هر امامی علوی که امامتش را با جنگ بنیان نهاده استفاده می‌کنند.
همچنین شیعیان و دیگر هواداران علی که مخالف عثمان و بنی امیه بودند، از کاربرد عنوان خلیفه برای رهبران سیاسی خود اجتناب می‌کردند و به جای آن از تعبیر امام یا امیرالمؤمنین استفاده می‌کردند؛ و تعبیر امیرالمؤمنین را صرفاً برای علی و نه هیچ حاکم دیگری به کار می‌بردند.
به علاوه نخستین بار کاربرد «خلافت» به عنوان یک نهاد سیاسی در زمان هشام بن عبدالملک رخ داد. عبارت «خلافت» در اصطلاح هم شخص «خلیفه»، هم نهاد سیاسی قانونی حکومت بر مسلمانان، هم به دوران این حکومت و هم به حوزه تحت حکومت شامل قلمرو و اتباع حکومت گفته می‌شد. البته این تنها یا اصلی‌ترین اصطلاحی نبوده‌است که برای اشاره به نهاد دولت در جامعه اسلامی به کار می‌رفته‌است. بسیاری از نویسندگان اصطلاحات «امام» و «امامت» را به جای «خلیفه» و «خلافت» به کار می‌بردند و جوامع غیرمسلمانان نیز به خصوص در سده نخست از این اصطلاح برای اشاره به دولت مسلمان استفاده نمی‌کرده‌اند. به هر حال، در منابع سده‌های نخستین اسلام، اصطلاحات خلیفه، امام و امیرالمؤمنین می‌توانست به جای هم به کار رود، اما در حدیث و فقه، اصطلاح امام مرجح بود. اما نویسندگان مسیحی عرب زبان در اشاره به حاکم مسلمان یا غیرمسلمان از اصطلاح ملک استفاده می‌کردند. نهاد خلافت بتدریج در خلال زمان تحول یافت و بالاخره در اوایل دوره عباسیان در نیمه دوم سده هشتم میلادی، در قالب یک مفهوم اصطلاحی به معنای «جانشینی پیامبر در شئون سیاسی» تثبیت شد و هر چند خلیفه اسما ادعای حاکمیت بر تمام قلمرو مسلمانان را داشت، تعداد کمی از خلفا توانستند این حاکمیت را عملاً بر همه مناطق و مردم مسلمان اعمال کنند. خلیفه فقط در دوران اولیه اسلام قدرت واقعی سیاسی را در اختیار داشت و بعداً به یک مهره سیاسی در اختیار فرماندهان نظامی و مقامات اداری تبدیل شد. نه تنها اصطلاح خلافت در طول زمان متحول شد، بلکه خود نهاد خلافت نیز در خلال زمان بسیار تغییر کرد.
کاربرد اصطلاح «راشدون» به معنای «هدایت شده» برای چهار خلیفه نخستین به اوائل دوره عباسیان مربوط می‌شود. در این دوره بر اساس حدیثی از محمد که در جوامع روایی اهل سنت نقل شده‌است، او دوره خلافت پس از خود را تا ۳۰ سال پیش گویی کرده‌است و بعد از آن را سلطنت نامیده‌است. بر این اساس، اهل سنت چهار خلیفه نخست تا پایان سال ۴۰ هجری را خلفای راشدون نامیدند و آن‌ها را جانشین پیامبر دانستند. اما مسلمانانی که خلافت برخی از این چهار خلیفه را نامشروع می‌دانند از کاربرد این اصطلاح اجتناب می‌کنند. همچنین کتابی در ایران با عنوان خلیفه پس از یک سال عدم صدور مجوز توسط یاسین قاسمی بجد منتشر شد.